# Перпарім Хетемай
Перпарім Хетемай (фін. Përparim Hetemaj, нар. 12 грудня 1986, Србиця) — фінський футболіст, півзахисник клубу «ГІК».
Виступав, зокрема, за клуб «К'єво», а також національну збірну Фінляндії.

## Клубна кар'єра

### ГІК
Народився 12 грудня 1986 року в місті Србиця, СФРЮ (нині — Скендерай, Косово), але в 1992 році разом із сім'єю емігрував до Фінляндії. Вихованець футбольної школи клубу ГІК, після завершення якої у 2004 році грав за резервну команду «Клубі-04» у третьому дивізіоні. З 2005 року став виступати за основну команду, в якій провів два сезон, взявши участь у 33 матчах чемпіонату і у другому з них виграв національний кубок, а також в обох став віце-чемпіоном Фінляндії.

### АЕК
У червні 2006 року Перпарім Хетемай підписав чотирирічний контракт з АЕКом, який грав у грецькій Суперлізі. Суму трансферу клуби не оголосили, але, за даними газет, АЕК заплатив 450 тисяч євро. Хетемай дебютував у Суперлізі 9 вересня 2006 року в матчі проти «Атромітоса», а 26 вересня дебютував і у єврокубках, зігравши у Лізі чемпіонів проти «Андерлехта». Всього у першій половині сезону 2006/07 Хетемай зіграв у семи матчах грецької Суперліги та чотирьох матчах Ліги чемпіонів, однак у лютому він зламав щиколотку в матчі національної збірної Фінляндії проти Шотландії та вибув більше ніж на півроку. Лише у жовтні 2007 року Хетемай повернувся до ігрової кондиції, але грав лише в матчах резервної команди. В результаті у січні 2008 року АЕК віддав Хетемая в оренду «Аполлону» (Каламарія) до кінця сезону. Гетемай провів десять з одинадцяти ігор «Аполлона» до кінця сезону, шість з них у стартовому складі, а також забив свій перший гол у грецькій Суперлізі 23 лютого 2008 року в матчі проти «Астераса». Проте «Аполлон» посів останнє місце в чемпіонаті та вилетів з Суперліги в кінці сезону 2007/08.
Після цього Хетемай повернувся в АЕК і до кінця 2008 року зіграв лише в двох матчах чемпіонату та одному відбірковому матчі Ліги Європи. Однак Перпарім залишився в лавах АЕКа на весняну частину сезону, де роль Хетемая в команді трохи зросла, і він зіграв у семи матчах чемпіонату. Загалом протягом сезону він провів дев'ять матчів чемпіонату, на додаток до яких він зіграв у трьох матчах плей-оф чемпіонату, і допоміг АЕКу посісти третє місце в Суперлізі.

### «Твенте»
31 серпня 2009 року Хетемай підписав контракт на 1+1 рік із голландським клубом «Твенте» в рамках обміну на Юссуфа Герсі. Хетемай розпочав сезон 2009/10 у резервній команді, і за основу зіграв лише одну гру кубка 23 вересня проти нижчолігового «Йоуре», вийшовши на заміну на 65-й хвилині замість Шейка Тіоте.

### «Брешія»
В результаті у лютому 2010 року Хетемай перейшов до «Брешії» і дебютував у Серії B 6 лютого 2010 року в матчі проти «Торіно», а протягом весняного сезону зіграв у чотирьох матчах Серії B. «Брешія» провела успішний сезон, посіла третє місце в сезоні 2009/10 і була підвищена до Серії А на наступний сезон.
У липні 2010 року Хетемай підписав новий трирічний контракт з «Брешією» і дебютував у Серії А 12 вересня 2010 року в матчі проти «Палермо», ставши сьомим фіном, який грав у вищому італійському дивізіоні. Перпарім став основним півзахисником і у сезоні 2010/11 провів 30 матчів чемпіонату, у тому числі 28 у стартовому складі і забив свій перший гол у Серії А 22 вересня в матчі з «Ромою», ставши першим фіном, який забив у Серії А. Проте «Брешія» фінішувала на останньому місці в Серії А і повернулася до Серії В наприкінці сезону.

### К'єво
Після цього у червні 2011 року Перпарім Хетемай підписав чотирирічний контракт з клубом «К'єво», який виступав у Серії А, який заплатив за гравця 1,4 мільйона євро. Хетемай дебютував за нову команду в Серії А 11 вересня 2011 року в матчі проти «Новари». Хетемай відразу закріпив своє місце в основі «К'єво», і в сезоні 2011/12 років він зіграв загалом 31 матч, у тому числі 19 у стартовому складі. За підсумками сезону «К'єво» посіле десяте місце в чемпіонаті.

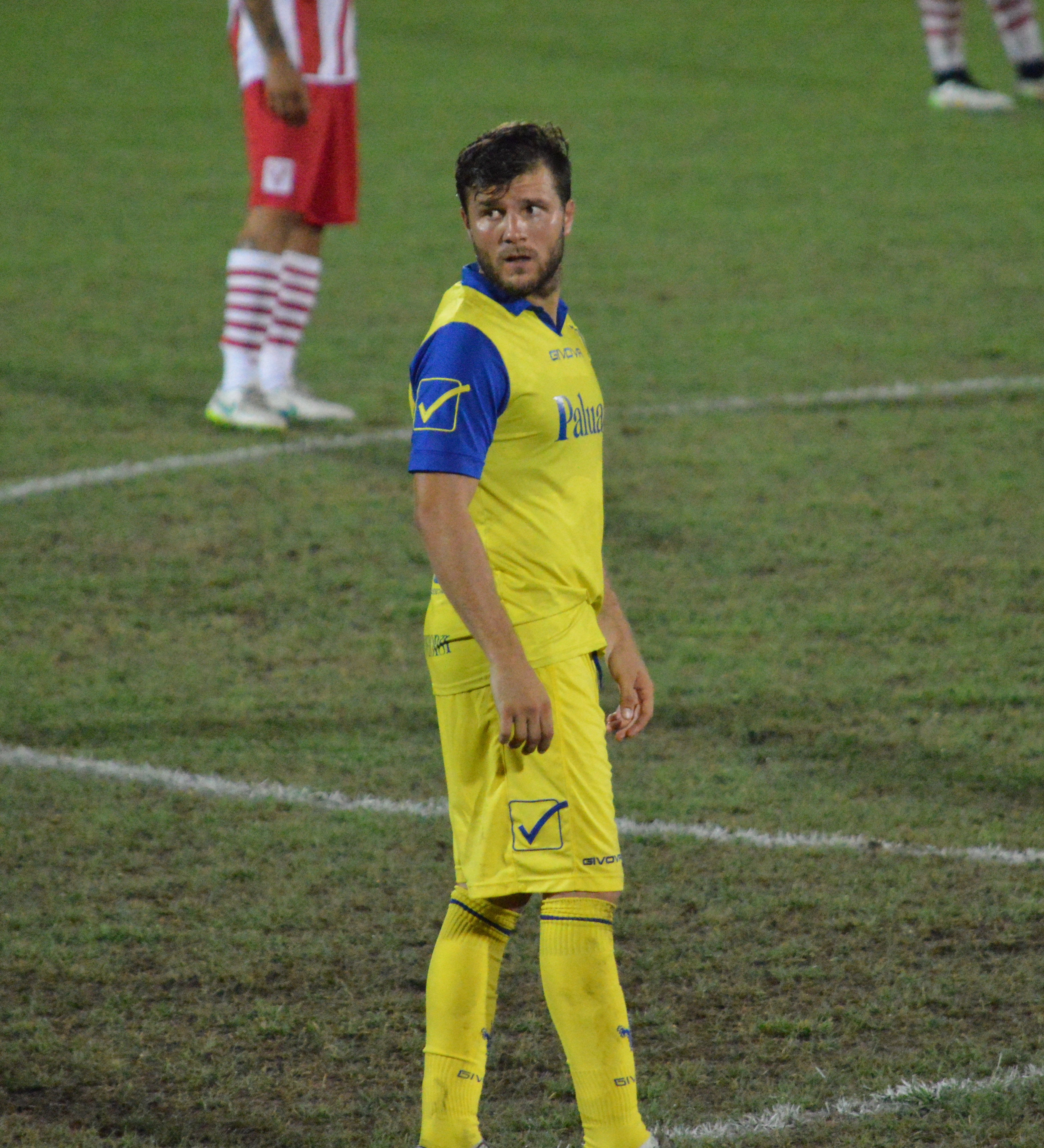
Перпарім Хетемай під час виступів за «К'єво». 2015 рік.

У сезоні 2012/13 Хетемай продовжував бути основним гравцем у півзахисті «К'єво». Сезон «К'єво» розпочав невдало, і головний тренер Доменіко Ді Карло був звільнений після п'яти поразок. Тим не менш Хетемай ще міцніше закріпився в стартовому складі команди та провів загалом 30 матчів, у тому числі 28 у старті. Під керівництвом Еудженіо Коріні «К'єво» вдалося піднятися до середини таблиці і посів 12 місце.
Сезон 2013/14 «К'єво» знову почав під керівництвом нового тренера, коли посаду обійняв Джузеппе Санніно. Однак сезон почався ще гірше, ніж попередній, і коли «К'єво» посідало останнє місце в чемпіонаті, Коріні знову призначили головним тренером у листопаді. Хетемай продовжив залишатися основним гравцем команди, провів 32 матчі, з них 28 у стартовому складі. 31 жовтня у грі з «Ромою» провів свій 100-ий матч в Серії А. «К'єво» боровся проти вильоту весь сезон і в підсумку місце в вищому дивізіоні було врятовано, коли команда посіла остаточне 16 місце.
Перед початком сезону 2014/15 Хетемай підписав новий чотирирічний контракт з «К'єво». Команда виграла лише один з перших семи матчів чемпіонату, і «К'єво» знову змінив головного тренера в середині сезону, коли Коріні змінив Роландо Маран. Як і минулого сезону, Хетемай провів 32 матчі, 31 з яких у стартовому складі. Він також дебютував як капітан команди 22 лютого 2015 року в матчі з «Емполі». Під його керівництвом команда виправила свої результати і посіла остаточне 14 місце. Також у цьому сезоні 22 серпня 2014 року Хетемай провів свій 100-й матч за «К'єво» в грі проти «Пескари» (0:1) в Кубку Італії.
Хетемай провів чотири сезони в «К'єво» без голів і свій перший гол за клуб забив лише 12 вересня 2015 року у матчі з «Ювентусом». Цей матч став 129-м матчем Хетемая в чемпіонаті у футболці «К'єво». Всього в сезоні 2015/16 Хетемай провів 28 матчів, 26 з них у стартовому складі. Як і в минулому сезоні, Хетемай також провів частину матчів у статусі капітана команди. Сезон пройшов для «К'єво» краще, ніж попередні сезони, і команда досягла найкращої позиції при Хетемаї, ставши дев'ятою в Серії А.
У сезоні 2016/17 Хетемай провів шостий сезон як основний гравець «К'єво». Перпарім знову грав у матчах як капітан команди, коли капітан Серджо Пелліссьє був виключений зі складу. Всього Хетемай провів 23 матчі, з них 21 у стартовому складі, а матч проти «Сассуоло», який відбувся 12 лютого, став 200-м матчем фіна в Серії А. Він зіграв у своєму святковому матчі в статусі капітана команди. Сезон для команди був гіршим, ніж попередній, і завершився до «К'єво» на 14 місці.
Сезон 2017/18 став для Хетемая вже сьомим у складі «К'єво» і він був капітаном в кількох матчах сезону. Всього Перпарім провів 32 матчі, 27 з яких у стартовому складі. За сезон забив три голи. Матч з «Міланом», який відбувся 18 березня 2018 року, став 200-м матчем Хетемая у футболці «К'єво». Наприкінці сезону команда боролася за виліт, і головний тренер Роландо Маран був звільнений. Однак під керівництвом нового головного тренера Лоренцо Д'Анни «К'єво» нарешті піднялось на 13 місце в чемпіонаті.
Перед початком сезону 2018/19 ГХетемай підписав черговий дворічний контракт із «К'єво». На початку сезону клуб отримав мінус три очки за порушення бухгалтерського обліку і сезон для команди почався жахливо, тому спочатку тренером став на Джамп'єро Вентура в жовтні, а потім Доменіко Ді Карло в листопаді. Хетемай провів загалом 30 матчів, у тому числі 25 у стартовому складі і забив два голи. «К'єво» виграв лише два матчі за сезон, посів останнє місце в чемпіонаті та вилетів у Серію B. Загалом Хетемай провів 239 матчів чемпіонату за вісім сезонів у «К'єво».

### «Беневенто»
У вересні 2019 року Хетемай перейшов у «Беневенто», який грав у Серії B, уклавши дворічний контракт. Перпарім дебютував за «Беневенто» 16 вересня 2019 року в матчі проти «Салернітани» і швидко закріпився в основі. Загалом у сезоні 2019/20 провів 33 матчі, у тому числі 27 у стартовому складі. У березні 2020 року сезон був перерваний більш ніж на три місяці через пандемію коронавірусу. «Беневенто», який тренував Філіппо Індзагі, виграв Серію B у сезоні 2019/20 і вийшов до Серії A на наступний сезон.
У сезоні 2021/21 Хетемай дебютував у Серії А у футболці «Беневенто» в грі проти «Сампдорії», вийшовши на 81-й хвилині замість Роберто Інсіньє і загалом провів 31 матч в Серії А, але не зміг запобігти вильоту назад у Серію B в кінці сезону. В останньому турі сезону проти «Торіно» Хетемай провів 300-й матч у своїй кар'єрі в Серії А.

### «Реджина»
Влітку 2021 року Хетемай перейшов до клубу Серії B «Реджина», уклавши однорічний контракт. У вересні 2021 року Хетемаю вдалося забити вперше в кар'єрі в Серії B, коли він забив перший гол у матчі проти «СПАЛу» (2:1). Того сезону Хетемай провів 30 матчів у Серії B, у тому числі 19 у стартовому складі, а команда посіла 14 місце.

### Повернення у ГІК
У квітні 2022 року, за три тури до завершення сезону Серії В, «Реджина» погодилася розірвати контракт з Хетемаєм, і футболіст повернувся до Фінляндії у рідний ГІК, підпивши дворічний контракт з можливістю продовження ще на один рік. Хетемай вперше зіграв за ГІК після повернення 23 квітня в матчі проти «Інтера» (1:4). 17 травня Хетемай забив свій перший гол у грі проти «Лахті», який став для Хетемая першим у ГІКу за 17 років. За підсумками сезону 2022 року став чемпіоном Фінляндії. Станом на 2 березня 2023 року відіграв за команду з Гельсінкі 16 матчів в національному чемпіонаті.

## Виступи за збірні
7 вересня 2004 року Хетемай отримав перший виклик до збірної Фінляндії, складеної з гравців не старше 19 років, для участі у матчі проти однолітків зі Швеції. Всього у 4 матчах за юнацьку команду Фінляндії він двічі відзначився забитими м'ячами.
Протягом 2005—2009 років залучався до складу молодіжної збірної Фінляндії, з якою брав участь у молодіжному чемпіонаті Європи 2009 року у Швеції, де фіни фінішували без очок на останньому четвертому місці. Всього на молодіжному рівні зіграв в 16 офіційних матчах, забив 3 голи.
4 лютого 2009 року дебютував в офіційних іграх у складі національної збірної Фінляндії в товариському матчі проти Японії (1:5), вийшовши замість Карі Арківуо на 84-й хвилині.
Хетемай став постійним членом національної збірної на початку 2011 року, коли тимчасовий тренер національної збірної Маркку Канерва вибрав його в стартовому складі в національних матчах проти Бельгії та Португалії на початку року. Після приходу нового головного тренера Міксу Паателайнена Хетемай залишився основним гравцем і забив свій перший гол на міжнародному рівні 26 травня 2012 року в товариському матчі з Туреччиною, що проходив у Зальцбурзі, забивши переможний гол.
Останній матч за збірну провів 9 жовтня 2017 року в Турку проти Туреччини у відбірковому матчі до чемпіонату світу 2018 року, а 8 січня 2018 року Хетемай оголосив, що завершує кар'єру в національній збірній, провівши загалом 49 матчів у національній команді і забивши 4 голи.

## Статистика виступів

### Статистика клубних виступів
| Сезон                 | Команда               | Чемпіонат             | Чемпіонат | Чемпіонат | Національний кубок | Національний кубок | Національний кубок | Єврокубки | Єврокубки | Єврокубки | Інші змагання | Інші змагання | Інші змагання | Усього | Усього |
| Сезон                 | Команда               | Ліга                  | Ігор      | Голів     | Ліга               | Ігор               | Голів              | Ліга      | Ігор      | Голів     | Ліга          | Ігор          | Голів         | Ігор   | Голів  |
| --------------------- | --------------------- | --------------------- | --------- | --------- | ------------------ | ------------------ | ------------------ | --------- | --------- | --------- | ------------- | ------------- | ------------- | ------ | ------ |
| 2005                  | ГІК                   | ВЛ                    | 26        | 1         | КФ                 | 0                  | 0                  | -         | -         | -         | -             | -             | -             | 26     | 1      |
| січ.-лип. 2006        | ГІК                   | ВЛ                    | 7         | 0         | КФ                 | 0                  | 0                  | КУЄФА     | 0         | 0         | -             | -             | -             | 7      | 0      |
| 2006–07               | АЕК                   | СЛ                    | 7         | 0         | КГ                 | 1                  | 0                  | ЛЧ        | 4         | 0         | -             | -             | -             | 12     | 0      |
| 2007-січ. 2008        | АЕК                   | СЛ                    | 0         | 0         | КГ                 | 1                  | 0                  | ЛЧ        | 0         | 0         | -             | -             | -             | 1      | 0      |
| січ.-черв. 2008       | «Аполлон Каламаріас»  | СЛ                    | 10        | 1         | КГ                 | -                  | -                  | -         | -         | -         | -             | -             | -             | 10     | 1      |
| 2008–09               | АЕК                   | СЛ                    | 9+3       | 0         | КГ                 | 2                  | 0                  | КУЄФА     | 2         | 0         | -             | -             | -             | 16     | 0      |
| Усього за АЕК         | Усього за АЕК         | Усього за АЕК         | 16+3      | 0         |                    | 4                  | 0                  |           | 6         | 0         |               | -             | -             | 29     | 0      |
| 2009-січ. 2010        | «Твенте»              | ЕД                    | 0         | 0         | КГ                 | 1                  | 0                  | ЛЄ        | 0         | 0         | -             | -             | -             | 1      | 0      |
| січ.-черв. 2010       | «Брешія»              | B                     | 4         | 0         | КІ                 | -                  | -                  | -         | -         | -         | -             | -             | -             | 4      | 0      |
| 2010–11               | «Брешія»              | A                     | 30        | 2         | КІ                 | 1                  | 0                  | -         | -         | -         | -             | -             | -             | 31     | 2      |
| Усього за «Брешію»    | Усього за «Брешію»    | Усього за «Брешію»    | 34        | 2         |                    | 1                  | 0                  |           | -         | -         |               | -             | -             | 35     | 2      |
| 2011–12               | «К'єво»               | A                     | 32        | 0         | КІ                 | 3                  | 0                  | -         | -         | -         | -             | -             | -             | 35     | 0      |
| 2012–13               | «К'єво»               | A                     | 30        | 0         | КІ                 | 0                  | 0                  | -         | -         | -         | -             | -             | -             | 30     | 0      |
| 2013–14               | «К'єво»               | A                     | 32        | 0         | КІ                 | 2                  | 0                  | -         | -         | -         | -             | -             | -             | 34     | 0      |
| 2014–15               | «К'єво»               | A                     | 32        | 0         | КІ                 | 1                  | 0                  | -         | -         | -         | -             | -             | -             | 33     | 0      |
| 2015–16               | «К'єво»               | A                     | 28        | 1         | КІ                 | 1                  | 0                  | -         | -         | -         | -             | -             | -             | 29     | 1      |
| 2016–17               | «К'єво»               | A                     | 23        | 0         | КІ                 | 1                  | 0                  | -         | -         | -         | -             | -             | -             | 24     | 0      |
| 2017–18               | «К'єво»               | A                     | 32        | 3         | КІ                 | 1                  | 0                  | -         | -         | -         | -             | -             | -             | 33     | 3      |
| 2018–19               | «К'єво»               | A                     | 30        | 2         | КІ                 | 1                  | 0                  | -         | -         | -         | -             | -             | -             | 31     | 2      |
| Усього за «К'єво»     | Усього за «К'єво»     | Усього за «К'єво»     | 239       | 6         |                    | 10                 | 0                  |           | -         | -         |               | -             | -             | 249    | 6      |
| 2019–20               | «Беневенто»           | B                     | 33        | 0         | КІ                 | 0                  | 0                  | -         | -         | -         | -             | -             | -             | 33     | 0      |
| 2020–21               | «Беневенто»           | A                     | 31        | 0         | КІ                 | 1                  | 0                  | -         | -         | -         | -             | -             | -             | 32     | 0      |
| Усього за «Беневенто» | Усього за «Беневенто» | Усього за «Беневенто» | 64        | 0         |                    | 1                  | 0                  |           | -         | -         |               | -             | -             | 65     | 0      |
| 2021-кві. 2022        | «Реджина»             | B                     | 30        | 1         | КІ                 | 1                  | 0                  | -         | -         | -         | -             | -             | -             | 31     | 1      |
| 2022                  | ГІК                   | ВЛ                    | 16        | 2         | КФ                 | 1                  | 0                  | ЛЧ+ЛЄ     | 4+8       | 0+1       | -             | -             | -             | 29     | 3      |
| Усього за ГІК         | Усього за ГІК         | Усього за ГІК         | 49        | 3         |                    | 1                  | 0                  |           | 12        | 1         |               | -             | -             | 62     | 4      |
| Усього за кар'єру     | Усього за кар'єру     | Усього за кар'єру     | 436+5     | 13        |                    | 19                 | 0                  |           | 18        | 1         |               | -             | -             | 473    | 14     |

### Статистика виступів за збірну
| Дата       | Місто       | Господарі | Результат | Гості     | Турнір                             | Голи | Примітки |
| ---------- | ----------- | --------- | --------- | --------- | ---------------------------------- | ---- | -------- |
| 13-4-2005  | Гельсінкі   | Фінляндія | 0 – 3     | Естонія   | Товариський матч                   | -    |          |
| 3-9-2006   | Турку       | Фінляндія | 1 – 5     | Росія     | Кваліфікація молодіжного Євро-2007 | -    | 46'      |
| 17-10-2007 | Каунас      | Литва     | 0 – 1     | Фінляндія | Кваліфікація молодіжного Євро-2009 | -    | 54'      |
| 21-11-2007 | Гельсінкі   | Фінляндія | 2 – 1     | Литва     | Кваліфікація молодіжного Євро-2009 | 1    | 60' 83'  |
| 20-8-2008  | Турку       | Фінляндія | 1 – 1     | Швеція    | Товариський матч                   | -    | 43'      |
| 10-10-2008 | Пашинг      | Австрія   | 2 – 1     | Фінляндія | Кваліфікація молодіжного Євро-2009 | 1    | 52'      |
| 27-3-2009  | Маямі       | Швеція    | 0 – 1     | Фінляндія | Товариський матч                   | -    | 81'      |
| 6-6-2009   | Валкеакоскі | Фінляндія | 1 – 0     | Білорусь  | Товариський матч                   | -    | 59'      |
| 15-6-2009  | Гальмстад   | Фінляндія | 1 – 2     | Англія    | Молодіжне Євро-2009 - 1-й етап     | -    |          |
| 18-6-2009  | Гальмстад   | Німеччина | 2 – 0     | Фінляндія | Молодіжне Євро-2009 - 1-й етап     | -    |          |
| 22-6-2009  | Гетеборг    | Іспанія   | 2 – 0     | Фінляндія | Молодіжне Євро-2009 - 1-й етап     | -    |          |
| Усього     |             | Матчів    | 11        |           | Голів                              | 2    |          |

| Дата       | Місто                  | Господарі         | Результат | Гості             | Турнір            | Голи | Примітки |
| ---------- | ---------------------- | ----------------- | --------- | ----------------- | ----------------- | ---- | -------- |
| 4-2-2009   | Токіо                  | Японія            | 5 – 1     | Фінляндія         | товариський матч  | -    | 84'      |
| 12-8-2009  | Стокгольм              | Швеція            | 1 – 0     | Фінляндія         | товариський матч  | -    | 46'      |
| 9-2-2011   | Гент                   | Бельгія           | 1 – 1     | Фінляндія         | товариський матч  | -    | 56'      |
| 29-3-2011  | Авейру                 | Португалія        | 2 – 0     | Фінляндія         | товариський матч  | -    | 63'      |
| 3-6-2011   | Сан-Марино             | Сан-Марино        | 0 – 1     | Фінляндія         | Відбір до ЧЄ 2012 | -    | 84'      |
| 7-6-2011   | Стокгольм              | Швеція            | 5 – 0     | Фінляндія         | Відбір до ЧЄ 2012 | -    |          |
| 10-8-2011  | Рига                   | Латвія            | 0 – 2     | Фінляндія         | товариський матч  | -    | 51'      |
| 2-9-2011   | Гельсінкі              | Фінляндія         | 4 – 1     | Молдова           | Відбір до ЧЄ 2012 | -    | 83'      |
| 6-9-2011   | Гельсінкі              | Фінляндія         | 0 – 2     | Нідерланди        | Відбір до ЧЄ 2012 | -    | 28', 60' |
| 15-11-2011 | Есб'єрг                | Данія             | 2 – 1     | Фінляндія         | товариський матч  | -    | 68'      |
| 29-2-2012  | Клагенфурт-ам-Вертерзе | Австрія           | 3 – 1     | Фінляндія         | товариський матч  | -    | 46'      |
| 26-5-2012  | Зальцбург              | Фінляндія         | 3 – 2     | Туреччина         | товариський матч  | 1    | 61'      |
| 1-6-2012   | Тарту                  | Естонія           | 1 – 2     | Фінляндія         | Coppa del Baltico | -    |          |
| 15-8-2012  | Лурган                 | Північна Ірландія | 3 – 3     | Фінляндія         | товариський матч  | 1    | 69'      |
| 7-9-2012   | Гельсінкі              | Фінляндія         | 0 – 1     | Франція           | Відбір до ЧС 2014 | -    | 65'      |
| 11-9-2012  | Теплиці                | Чехія             | 0 – 1     | Фінляндія         | товариський матч  | -    |          |
| 12-10-2012 | Гельсінкі              | Фінляндія         | 1 – 1     | Грузія            | Відбір до ЧС 2014 | -    | 62'      |
| 14-11-2012 | Нікосія                | Кіпр              | 0 – 3     | Фінляндія         | товариський матч  | 1    | 62'      |
| 22-3-2013  | Хіхон                  | Іспанія           | 1 – 1     | Фінляндія         | Відбір до ЧС 2014 | -    |          |
| 7-6-2013   | Гельсінкі              | Фінляндія         | 1 – 0     | Білорусь          | Відбір до ЧС 2014 | -    |          |
| 11-6-2013  | Гомель                 | Білорусь          | 1 – 1     | Фінляндія         | Відбір до ЧС 2014 | -    | 5'       |
| 14-8-2013  | Турку                  | Фінляндія         | 2 – 0     | Словенія          | товариський матч  | -    | 61'      |
| 10-9-2013  | Тбілісі                | Грузія            | 0 – 1     | Фінляндія         | Відбір до ЧС 2014 | -    | 47'      |
| 15-10-2013 | Сен-Дені               | Франція           | 3 – 0     | Фінляндія         | Відбір до ЧС 2014 | -    |          |
| 16-11-2013 | Кардіфф                | Уельс             | 1 – 1     | Фінляндія         | товариський матч  | -    | 70'      |
| 5-3-2014   | Дьєр                   | Угорщина          | 1 – 2     | Фінляндія         | товариський матч  | -    | 10'      |
| 21-5-2014  | Гельсінкі              | Фінляндія         | 2 – 2     | Чехія             | товариський матч  | -    |          |
| 29-5-2014  | Вентспілс              | Фінляндія         | 0 – 1     | Литва             | Coppa del Baltico | -    |          |
| 31-5-2014  | Вентспілс              | Фінляндія         | 2 – 0     | Естонія           | Coppa del Baltico | 1    | 87'      |
| 7-9-2014   | Торсгавн               | Фарерські острови | 1 – 3     | Фінляндія         | Відбір до ЧЄ 2016 | -    | 37'      |
| 11-10-2014 | Гельсінкі              | Фінляндія         | 1 – 1     | Греція            | Відбір до ЧЄ 2016 | -    | 13' 46'  |
| 14-10-2014 | Гельсінкі              | Фінляндія         | 0 – 2     | Румунія           | Відбір до ЧЄ 2016 | -    | 64'      |
| 14-11-2014 | Будапешт               | Угорщина          | 1 – 0     | Фінляндія         | Відбір до ЧЄ 2016 | -    |          |
| 18-11-2014 | Жиліна                 | Словаччина        | 2 – 1     | Фінляндія         | товариський матч  | -    | 73'      |
| 9-6-2015   | Турку                  | Фінляндія         | 0 – 2     | Естонія           | товариський матч  | -    | 84'      |
| 13-6-2015  | Гельсінкі              | Фінляндія         | 0 – 1     | Угорщина          | Відбір до ЧЄ 2016 | -    |          |
| 4-9-2015   | Афіни                  | Греція            | 0 – 1     | Фінляндія         | Відбір до ЧЄ 2016 | -    |          |
| 7-9-2015   | Гельсінкі              | Фінляндія         | 1 – 0     | Фарерські острови | Відбір до ЧЄ 2016 | -    |          |
| 8-10-2015  | Бухарест               | Румунія           | 1 – 1     | Фінляндія         | Відбір до ЧЄ 2016 | -    | 82'      |
| 26-3-2016  | Вроцлав                | Польща            | 5 – 0     | Фінляндія         | товариський матч  | -    | 46'      |
| 29-3-2016  | Осло                   | Норвегія          | 2 – 0     | Фінляндія         | товариський матч  | -    | 90'      |
| 1-6-2016   | Брюссель               | Бельгія           | 1 – 1     | Фінляндія         | товариський матч  | -    | 83'      |
| 6-6-2016   | Верона                 | Італія            | 2 – 0     | Фінляндія         | товариський матч  | -    |          |
| 6-10-2016  | Рейк'явік              | Ісландія          | 3 – 2     | Фінляндія         | Відбір до ЧС 2018 | -    | 96'      |
| 24-3-2017  | Анталія                | Туреччина         | 2 – 0     | Фінляндія         | Відбір до ЧС 2018 | -    |          |
| 28-3-2017  | Інсбрук                | Австрія           | 1 – 1     | Фінляндія         | товариський матч  | -    |          |
| 2-9-2017   | Тампере                | Фінляндія         | 1 – 0     | Ісландія          | Відбір до ЧС 2018 | -    | 83'      |
| 6-10-2017  | Рієка                  | Хорватія          | 1 – 1     | Фінляндія         | Відбір до ЧС 2018 | -    | 75' 80'  |
| 9-10-2017  | Турку                  | Фінляндія         | 2 – 2     | Туреччина         | Відбір до ЧС 2018 | -    | 60'      |
| Усього     |                        | Матчів            | 49        |                   | Голів             | 4    |          |

## Титули і досягнення
- Володар Кубка Фінляндії (1):

ГІК: 2006
- Чемпіон Фінляндії (1):

ГІК: 2022
- Володар Кубка фінської ліги (1):

ГІК: 2023

## Особисте життя
Молодший брат Перпаріма, Мехмет Хетемай, також був футболістом і грав за збірну Фінляндії. Їх сестра, Фатбардхе Хетемай, фінський політик, обрана жінкою року-біженкою у 2009 році.